# Conservação de objeto

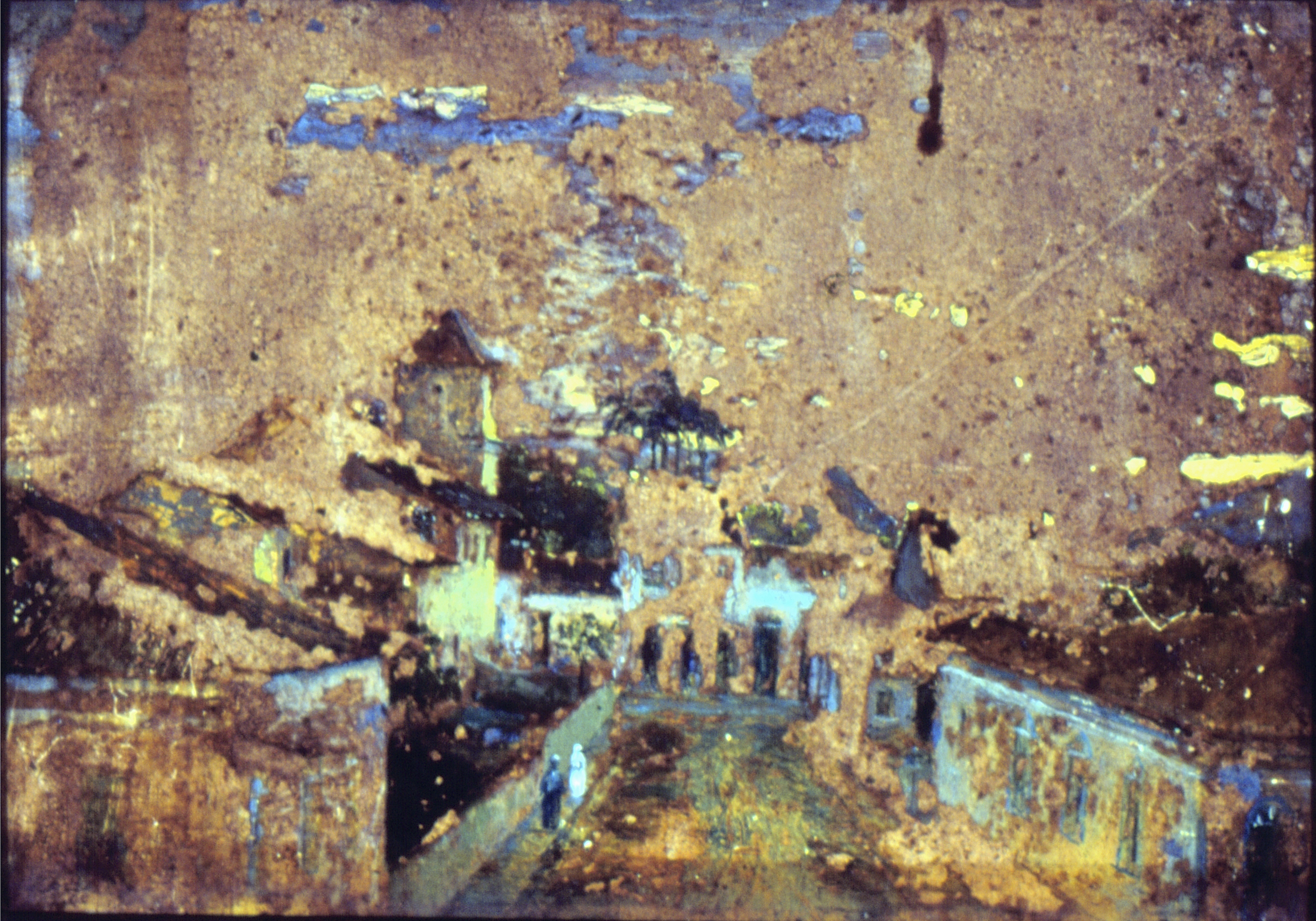
Vista de São Vicente (1870), óleo sobre papelão de Campos Ayres. Obra integra o acervo do Museu Paulista da USP.

A conservação de objeto é a ação de preservar um material cultural ou um conjunto de materiais culturais, para não sofrer perdas ou danos e prolongar sua vida útil. A conservação consiste em avaliar e colocar em prática o método adequado de guardar, transportar e expor objetos; avaliando a qualidade da atmosfera, a iluminação e a temperatura e umidade do ambiente. Os objetos abrangem uma ampla gama de materiais de uma variedade de culturas, períodos de tempo e funções. A conservação de objetos pode ser aplicada a objetos de arte e a artefatos tridimensionais. A prática de conservação visa prevenir a ocorrência de danos. Isso é chamado de conservação preventiva. O objetivo da conservação preventiva é manter e, quando possível, melhorar a condição de um objeto, bem como administrar os riscos de deterioração, como manuseio e condições do ambiente.

## História
A conservação de objetos existe desde que as pessoas  acumulam e montam coleções para eles e os outros desfrutarem. A conservação em sua história inicial era conduzida por artesãos e comerciantes habilidosos que podiam consertar e devolver os objetos em boas condições para o trabalho ou para a exposição. Com o tempo, a conservação de objetos como profissão se desenvolveu a ponto de a especialização em objetos e materiais com os quais eles são feitos se tornar o padrão da conservação moderna.
A primeira menção sobre conservação de objetos museológicos se deu na década de 1930, em uma publicação sobre a degradação de coleções museológicas. Mas o termo Conservação Preventiva, propriamente dita, surgiu em 1950 por um grupo de conservadores da Grã-Bretanha.
Por causa das destruições causadas pelas guerras e revoluções que ocorreram na Europa durante o século XIX, aumentaram consideravelmente as ações de restauros nos objetos museológicos. Neste período, surgiram duas linhas de pensamentos divergentes com relação ao restauro. De acordo com John Ruskin, as intervenções de restaurações tiravam o aspecto real do objeto e perdia sua autenticidade. E de acordo com e Eugène Viollet-le-Duc, as intervenções de restauração que respeitavam o aspecto original do objeto era aceitável.
Em 1905, Friedrich Rathgen, diretor do laboratório dos Museus Reais em Berlim, escreveu um manual para os conservadores de museus, intitulado A preservação de antiguidades, que abordava, em um dos seus capítulos, a ação de conservação preventiva.
Em 1972, a Organização das Nações Unidas para a Educação, a Ciência e a Cultura (UNESCO) desempenhou um papel importante na abordagem da conservação em esfera mundial, criando a Convenção para a Proteção do Patrimônio Mundial, Cultural e Natural.

## Tipos de conservação

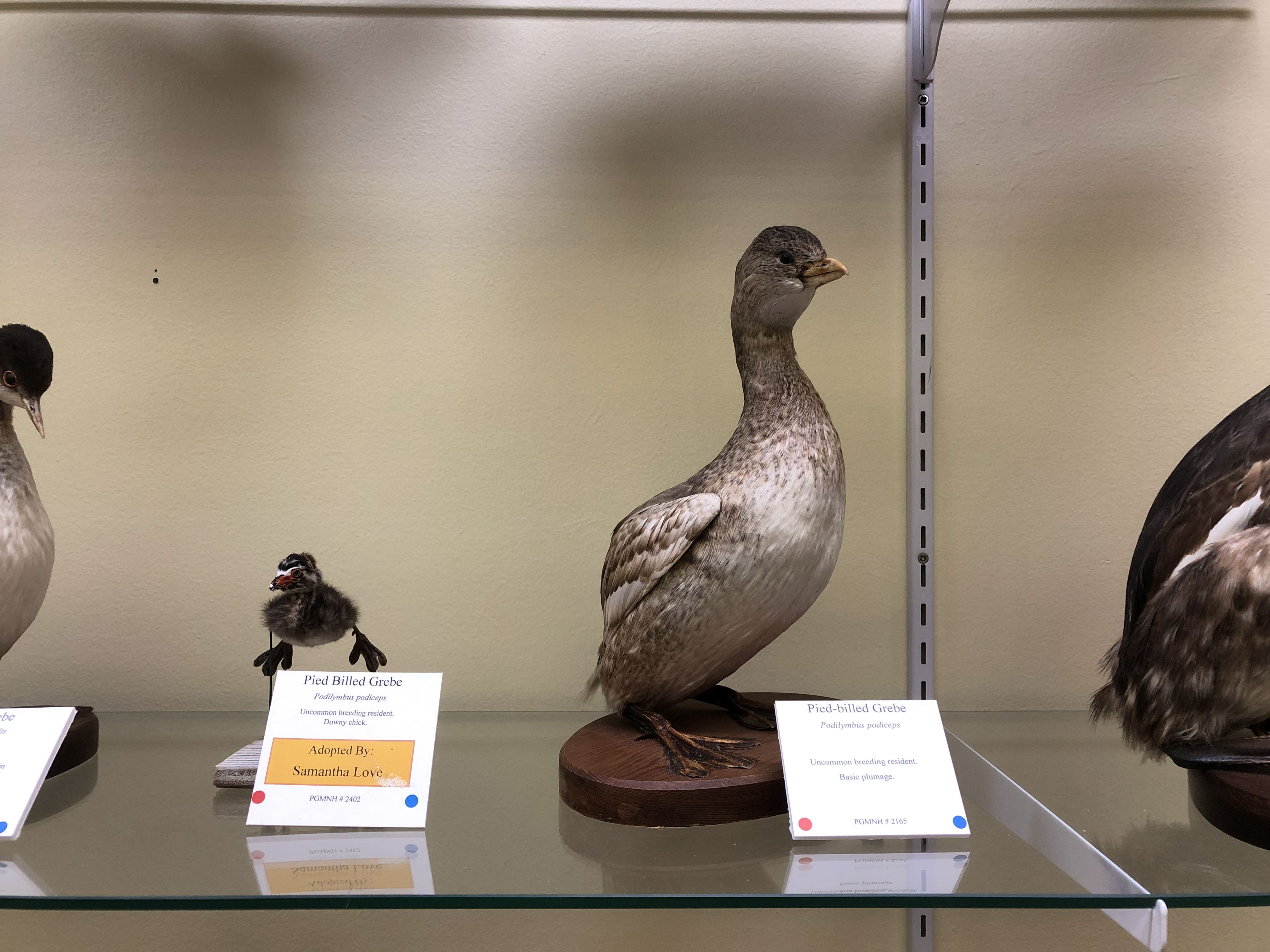
Podilymbus podiceps no Museu de História Natural Pacific Grove em Pacific Grove, Califórnia.

### Conservação preventiva
É o trabalho diário e permanente de conservação, que analisa o ambiente e põe em prática ações que protegerão os objetos de danos futuros. Neste caso, não há alterações no aspecto do objeto. A fim de preservar os objetos para o futuro, museus, bibliotecas e outras instituições de coleta utilizam práticas de conservação e restauro de coleções, também conhecidas como conservação preventiva. Ziad al-Saad, professor de Conservação e Gestão do Patrimônio Cultural da Faculdade de Arqueologia e Antropologia da Universidade Yarmouk, na Jordânia, define conservação Preventiva como "a mitigação da deterioração e danos à propriedade cultural por meio da formulação e implementação de políticas e procedimentos para se alcançar: condições ambientais adequadas; procedimentos de manuseio e manutenção para armazenamento, exposição, embalagem, transporte e uso; gerenciamento integrado de pragas; preparação e resposta para ações de emergência; e reformatação / duplicação. A conservação preventiva é um processo contínuo da propriedade cultural e não termina com o tratamento interventivo". A prática da conservação preventiva pretende proporcionar o maior valor de conservação para o maior número de objetos em uma coleção. Jeffrey Levin, Editor de Comunicações, Informação e Comunicações, do Getty Conservation Institute afirma que "A longo prazo" a conservação preventiva "é a forma mais eficiente de conservação, não apenas para museus, mas particularmente para bibliotecas e coleções de materiais etnográficos, de história natural e geológicos. Com uma conservação preventiva abrangente, a necessidade de tratamentos individuais pode, com o tempo, ser reduzida a níveis mais gerenciáveis, realocando pessoal e recursos financeiros para um uso mais eficiente".  Em outras palavras, a conservação preventiva permite que as instituições com coleções gerenciem melhor os recursos disponíveis no que diz respeito ao cuidado de suas coleções.

### Conservação Curativa
É o trabalho de conservação sobre os objetos que já se encontram com algum dano ou fragilidade. Neste caso, poderá haver algumas alterações no aspecto do objeto.

### Conservação Restaurativa
É o trabalho de restauração de um objeto que já perdeu parte de seu aspecto físico. Neste caso, poderá haver algumas alterações no aspecto do objeto.

## Ética
Algumas instituições, como o Victoria and Albert Museum (V&A), desenvolveram e implementaram seus próprios protocolos, procedimentos e diretrizes éticas para garantir que a V&A leve em consideração todos os pontos de vista antes que qualquer objeto seja submetido a uma intervenção de conservação ou tratamento. O protocolo de ética do V&A é implementado por meio do uso da "Lista de verificação de ética do Departamento de Conservação do Victoria & Albert Museum". Esse conjunto de procedimentos foi elaborado inicialmente em 1994 para utilização exclusiva do V&A. 

## Materiais e tipos de objetos
Os materiais dos objetos variam de orgânicos, inorgânicos e compósitos. Dependendo do material a ser manuseado para armazenamento ou que necessite de tratamento de conservação, é considerado antes do tratamento um conservador especializado no tipo específico ou gama de objetos. Os conservadores devem apenas proceder ao tratamento com cuidado e total compreensão do material, e isso está de acordo com o Código de Ética. Objetos orgânicos podem envolver "plásticos modernos, couro, penas, ossos, chifres, marfim, cabelo, madeira e outros materiais vegetais e animais, incluindo espécimes de história natural", e materiais inorgânicos consistem em "metais, vidro e materiais cerâmicos, bem como escultura ao ar livre e pedra”.

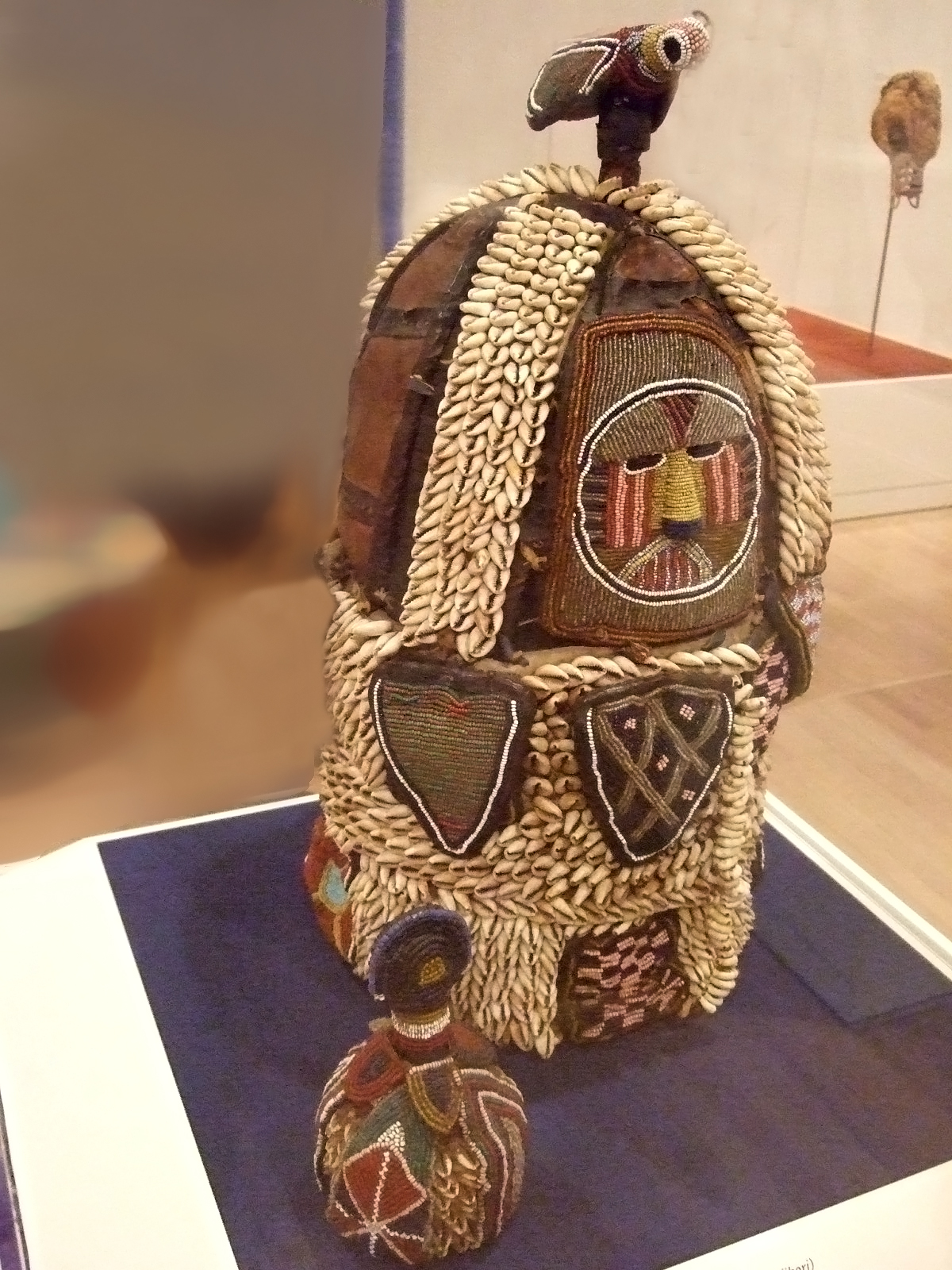
Símbolo de um ibori, de origem nigeriana, do povo iorubá com couro, contas de vidro e conchas de cauri. Museu de Arte de Dallas

### Objetos orgânicos

#### Couro
O couro é um tipo de objeto orgânico que está sujeito à deterioração quando exposto a “microorganismos, gases atmosféricos, luz forte e extremos e flutuações de umidade”. Por causa de sua vulnerabilidade, objetos que contenham couro requerem atenção constante. Um tratamento especial é necessário para objetos de couro se a restauração de seu estado original for desejada. Por exemplo, quando o couro é exposto a mofo, o objeto deve ser tratado com vácuo e/ou álcool, se for garantido que não haverá descoloração ou transferência de cor.

#### Madeira
A madeira é um tipo de material orgânico, que absorve muita água. Assim, dependendo da quantidade de água no ar, a madeira pode se expandir e se contrair facilmente, alterando a condição física do objeto. Esta é a razão pela qual o material de madeira precisa ser mantido em níveis elevados de temperatura e nível controlado de umidade. Uma umidade relativa muito alta pode fazer com que a madeira inche, e uma umidade relativa muito baixa pode fazer com que a madeira se torne quebradiça. Flutuações extremas de temperatura e umidade podem acelerar o processo de deterioração do objeto de madeira. Com alta umidade relativa, a madeira também está sujeita a pragas. Um exemplo de tratamento seria congelar os objetos para matar qualquer praga que possa existir dentro deles.

### Objetos inorgânicos

#### Cerâmica
A cerâmica é um tipo de objeto inorgânico. O tratamento para tais objetos pode variar dependendo da finalidade do uso ou de sua estabilidade. Quando a cerâmica está quebrada e precisa de restauração, seja porque precisa ser exibida em uma exposição ou para manter a estabilidade do objeto para fins educacionais, utiliza-se de algumas técnicas tais como a preenchimento de lacunas, pintura interna, reestruturação e polimento 

#### Metais
Os tipos de metais pelos quais os objetos podem ser feitos incluem “ouro, prata, cobre, ferro, chumbo, estanho, níquel, zinco, alumínio, cromo, titânio e suas ligas”. Esculturas de metal são propensas à corrosão pela poluição e umidade do ar. O tratamento interventivo para metais é um procedimento irreversível e isso precisa ser considerado antes de sua realização. Esses tipos de tratamento incluem a limpeza envolvendo produtos químicos ou ferramentas, como o laser Nd: YAG, que remove camadas de "incrustação calcária e siliciosa" acumuladas.

### Objetos compósitos
Descobrir o material que compõe os objetos compósitos é fundamental para ajudar a reduzir ou prevenir sua deterioração devido à instabilidade de seus componentes . Além disso, nem todos os objetos serão tratados tendo em vista apenas a sua finalidade ou da intenção do artista criador, mas a história do objeto e as intenções do artista são analisadas antes de qualquer tratamento ou teste de materiais. Alguns exemplos de materiais que produzem reações químicas, causando mudanças físicas no objeto, são a prata e a madeira. Isso ocorre porque a madeira é conhecida por emitir ácido acético, que se torna um poluente para a prata, fazendo com que ela manche mais rapidamente. Se for necessário testar a tendência à corrosão de metais, o teste de Oddy pode ser utilizado. Em certos casos, como o de um colar da Somália de posse do Museu Britânico, esse teste foi realizado para as contas amarelas e a liga de prata. Foi descoberto que as pedras amarelas foram erroneamente catalogados como âmbar e copal, pois eram na verdade feitas de nitrato de celulose. Como houve perda do plastificante das pedras, isso gerou uma exposição da prata presente no restante do colar ao ácido nítrico, causando corrosão no metal ao longo do tempo. Assim, as pedras amarelas do colar tiveram que ser removidas e armazenadas em separado para reduzir a rápida deterioração do objeto.

## Agentes de degradação[5][4]

### Agentes Físicos

#### Luz
A luz desbota os materiais. As cores que desbotam podem desaparecer em apenas algumas horas sob a luz direta do sol ou apenas alguns anos na baixa iluminação do museu. Mas alguns tipos de objetos são mais resistentes ao desbotamento devido aos seus materiais específicos. A luz ultravioleta causa amarelamento, calcinação, enfraquecimento e/ou desintegração dos materiais. A luz infravermelha aquece a superfície dos objetos, o que a torna uma forma de controlar a temperatura incorreta. Uma iluminação inadequada frequentemente gera diferentes tipos deterioração.

#### Fogo
O fogo é um risco para os objetos humanos e inanimados. Museus e outras instituições de guarda são vulneráveis a incêndios de fontes internas e externas. A maioria dos incêndios em museus começa como resultado da negligência e descuido humano, ou são provocados intencionalmente. Nesses casos, os danos a objetos podem ser irreparáveis. Contudo, essa situação pode ser mitigada nos casos em que o objeto esteja armazenado em uma caixa de vidro, sua composição esteja naturalmente sujeita a menos danos ou às precauções de segurança adotadas pelo museu. Os incêndios também criam depósitos de fuligem que podem causar descoloração, superfícies com texturas opacas e alterar objetos permanentemente.

#### Água
Muitos casos de danos causados pela água podem ser atribuídos a acidentes ou negligência. Alguns objetos museológicos "são altamente suscetíveis ao contato com a água e podem ser gravemente danificados mesmo com um breve contato, enquanto outros podem ser expostos à água por períodos mais longos sem danos. Esta situação é complicada pela combinação e variedade de materiais que podem compor cada objeto. Além disso, a vulnerabilidade de objetos individuais à água pode ser afetada (ou seja, aumentada) significativamente pelo estado de degradação dos materiais".

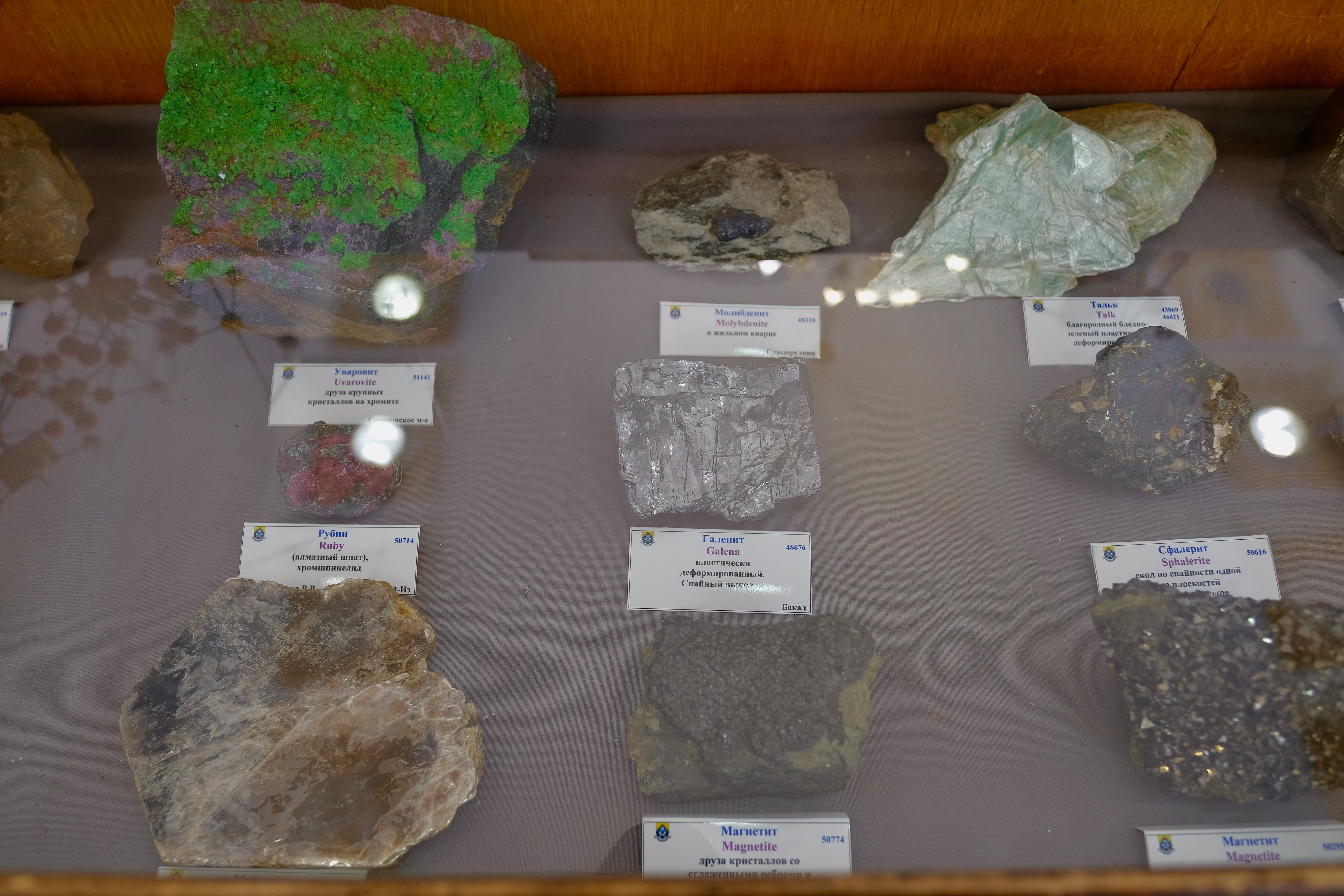
Coleções do Museu Geológico dos Urais, Rússia.

#### Temperatura incorreta
A temperatura incorreta é outra fonte de deterioração. Existem várias maneiras pelas quais a temperatura pode causar danos ao objeto. Se a temperatura fica muito alta, o excesso de calor pode causar fenômenos químicos, físicos e biológicos., sendo que o fenômeno químico é o mais importante para museus e arquivos. As temperaturas normais de um ambiente são muito altas para a preservação a longo prazo de materiais instáveis feitos pelo homem, especialmente aqueles que contêm imagens, som e texto. Outro problema surge quando a temperatura está muito baixa. No geral, a baixa temperatura é benéfica para as coleções, mas os materiais poliméricos, como as tintas, tornam-se mais quebradiços e frágeis. Alguns objetos contêm materiais que se deformam e enfraquecem, ou mesmo derretem, acima de uma determinada temperatura.

#### Umidade relativa incorreta
A umidade relativa incorreta afeta uma ampla variedade de materiais de objetos e soluções de armazenamento. A  umidade relativa é a qualidade do ar que varia entre úmido e seco, o que causa danos aos objetos. Úmido é quando a umidade relativa é superior a 75%. A umidade causa vários tipos de deterioração: mofo, corrosão rápida e formas extremas de danos mecânicos. O mofo danifica qualquer tipo de material orgânico.

### Agentes Químicos

#### Poluentes
Os poluentes estão presentes na maioria dos ambientes, mesmo em áreas fechadas. Eles são uma variedade de compostos, "que podem ter reações químicas com qualquer componente de um objeto. Os poluentes podem ser gases, aerossóis, líquidos ou sólidos de origem antropogênica ou natural, e são substâncias conhecidas por terem" consequências negativas sobre os objetos. Os "depósitos de partículas sólidas são considerados poluentes e, embora não necessariamente causem danos, são reconhecidos por alterarem o aspecto estético dos objetos. Em alguns casos, as partículas finas depositadas na superfície de um objeto podem ser fortemente ligadas".
- Poeira

### Agentes Biológicos
As pragas são definidas pelas National Park Service (NPS) Management Policies como um organismo vivo que interfere na gestão de um local. No caso dos museus, "uma praga é definida como qualquer organismo que coloque em risco os recursos do museu". As pragas podem incluir, mas não estão limitadas a, roedores, insetos e pássaros. Um programa eficaz de manejo integrado de pragas é parte integrante e necessária da política de cuidados com as coleções de cada museu. As inspeções de coleção de rotina podem detectar e revelar a presença de pragas nos edifícios e áreas de armazenamento do museu. As formas comuns de reduzir os riscos apresentados por pragas são reduzir ou eliminar as oportunidades de alimentos e água que são uma isca atraente para as pragas.
- Cupins
- Roedores
- Fungos
- Bactérias

### Agentes Mecânicos

#### Forças físicas
Forças físicas são o resultado de ações diretas e indiretas que afetam os objetos e seus arredores. "A força física pode danificar objetos diretamente, causando rotação, deformação, estresse e pressão. Também pode danificar objetos indiretamente, causando colisão entre objetos ou partes de objetos. Danos causados por forças físicas variam de fissuras imperceptíveis e perdas mínimas a efeitos em grande escala, como esmagamento de objetos, desmoronamento de pisos e, em casos extremos, destruição de edifícios. Cinco importantes efeitos relacionados à força são: impacto, choque, vibração, pressão e abrasão".
- Manuseio Inadequado

#### Vandalismo
Ladrões e vândalos podem remover completamente um objeto do controle de uma instituição, destruindo-o ou danificando-o de várias maneiras. Assim como a dissociação, essa causa de deterioração é muito mais difícil de controlar devido à capacidade da instituição de abordar vulnerabilidades em suas instalações, medidas de segurança ou controle de visitantes. Existem muitos sistemas de controle que ajudam a prevenir a ocorrência de furto e vandalismo.
- Guerras
- Obras

## Ferramentas utilizadas para a conservação de objetos[5]
- Psicrômetro
- Higrômetro
- Higrógrafo
- Termômetro infravermelho
- Luxímetro
- Desumidificador